# Albert C. Smith (général)
Pour les articles homonymes, voir Albert C. Smith et Smith.
Albert Cowper Smith (5 juin 1894 - 24 janvier 1974) était un officier (Major général) de l'Armée de terre américaine (US Army). Il est surtout connu pour son service en tant que commandant général de la 14e division blindée (14th Armored Division) pendant la dernière partie de la Seconde Guerre mondiale. Smith et sa division libèrent les camps de prisonniers de guerre Oflag XIII-B et Stalag VII-A en avril 1945,.
Après la guerre, Smith occupe plusieurs postes importants, notamment plusieurs commandements de division ou en tant que commandant général par intérim de la 5e armée (Fifth United States Army), et termine sa carrière en tant que chef du Bureau de l'histoire militaire (United States Army Center of Military History) en septembre 1955.

## Biographie

### Début de carrière
Albert C. Smith est né le 5 juin 1894 à Warrenton, en Virginie, d'Eugene Albert et de Blanch Baker Smith. Après avoir obtenu son diplôme à l'Institut militaire Gordon (Gordon State College) de Barnesville, en Géorgie, il cherche à entrer à l'Académie militaire de West Point, dans l'État de New York, mais comme il n'y parvient pas, il entre à l'Institut polytechnique de Virginie (Virginia Polytechnic Institute), à Blacksburg, en Virginie.
Smith y passe près de trois ans et est finalement nommé à West Point en juin 1913. Il fait partie de la promotion qui a produit plus de 55 futurs officiers généraux, dont deux chefs d'état-major de l'armée de terre - Joseph L. Collins et Matthew Ridgway. Parmi ses autres camarades de classe figurent : Clare H. Armstrong, Aaron Bradshaw Jr., Mark Wayne Clark, John T. Cole, Norman Cota, John M. Devine, William W. Eagles, Theodore L. Futch, Charles H. Gerhardt, Augustus M. Gurney, Ernest N. Harmon, William Kelly Harrison Jr., Robert W. Hasbrouck, Frederick A. Irving, Laurence B. Keiser, Charles S. Kilburn, Bryant E. Moore, Daniel Noce, Onslow S. Rolfe, Herbert N. Schwarzkopf, George D. Wahl, Raymond E. S. Williamson, and George H. Weems.
Il obtient son diplôme de Bachelor of Science le 20 avril 1917, peu après l'entrée des États-Unis dans la Première Guerre mondiale, et est nommé sous-lieutenant (second lieutenant) dans la branche de la cavalerie. Smith termine sa formation de base à Fort Sam Houston, au Texas, alors qu'il est rattaché au 3e régiment de cavalerie (3rd Cavalry Regiment). Il est promu au grade permanent de premier lieutenant (first lieutenant) le 15 mai 1917 et au grade temporaire de captain (capitaine) le 5 août de la même année. Il s'embarque pour la France en octobre 1917 et son régiment est chargé d'assurer le fonctionnement de trois grands dépôts de chevaux. Les trois escadrons sont chargés d'acheter des chevaux, des mules et du fourrage, de soigner, de conditionner et d'entraîner les montures avant de les distribuer, et de distribuer les montures au corps expéditionnaire américain (American Expeditionary Force).
Smith est ensuite transféré au quartier général de la 1re armée (U.S. First Army) sous les ordres du général John Pershing et devient secrétaire de l'état-major général du 7e corps d'armée (VII corps) sous les ordres des major-généraux (généraux de division) Omar Bundy et William G. Haan. À ce titre, il participe à l'offensive Meuse-Argonne et, après l'Armistice, à l'occupation de la Rhénanie, alors qu'il est en poste au quartier général du corps dans la ville de Wittlich.
Il est ensuite affecté à Montabaur et assume les fonctions d'aide de camp du général commandant la 1re division d'infanterie (1st Infantry Division), Edward F. McGlachlin. Smith occupe cette fonction jusqu'en septembre 1919, date à laquelle il est renvoyé aux États-Unis,.

### L'entre-deux-guerres
À son retour aux États-Unis, Smith est ramené à son grade permanent de premier lieutenant (first lieutenant) et rattaché au 14e régiment de cavalerie (14th Cavalry Regiment) à Fort Sam Houston, au Texas. Il reste dans cette unité jusqu'en novembre de la même année et rejoint le quartier général du Southern Army Department pour travailler dans la division des plans et de l'entraînement. À ce titre, Smith est à nouveau promu capitaine le 13 avril 1920 et quitte finalement cette affectation en janvier 1921 pour rejoindre le 14e régiment de cavalerie à Fort Des Moines, dans l'Iowa,.
Après plusieurs mois dans l'Iowa, Smith est transféré à l'Académie militaire de West Point, dans l'État de New York, et sert d'instructeur au département de philosophie naturelle et expérimentale jusqu'en septembre 1926, date à laquelle il entre à l'École de cavalerie de l'Armée à Fort Riley, dans le Kansas. Il obtient son diplôme en juin 1927 et rejoint le 13e régiment de cavalerie (13th Cavalry Regiment) situé à Fort Riley. Il y reste jusqu'en avril 1929, date à laquelle il retourne à l'Académie militaire des États-Unis à West Point en tant que professeur assistant au département de philosophie naturelle et expérimentale. Smith est promu major le 1er octobre 1932.
En août 1934, il entre à l'École de commandement et d'état-major général de l'armée (Army Command and General Staff School) à Fort Leavenworth, au Kansas, et obtient son diplôme en juin 1936. Il reste ensuite à l'école en tant qu'instructeur jusqu'en juillet 1940. Au cours de cette période, il assiste au développement de la doctrine de la guerre blindée dans l'Armée américaine et à la mécanisation progressive des unités de cavalerie.
Son ancien 13e régiment de cavalerie est mécanisé à la mi-juin 1940, rebaptisé 13e régiment blindé, et Smith le rejoint en tant que lieutenant-colonel nouvellement promu et officier de renseignement régimentaire. Il sert à ce titre sous les ordres du colonel Raymond E. McQuillin jusqu'en novembre de la même année, puis prend ses fonctions d'officier chargé des plans et de l'entraînement au centre d'entraînement pour le remplacement des forces blindées à Fort Knox, dans le Kentucky.

### Seconde Guerre mondiale
En avril 1941, Smith est transféré à Pine Camp, dans l'État de New York, et rejoint le quartier général de la 4e division blindée (4th Armored Division) nouvellement activée, sous le commandement du major général John S. Wood, en tant que chef d'état-major adjoint pour les opérations (G-3),.
Smith est promu au grade temporaire de brigadier général (général de brigade) le 10 septembre 1942 et rejoint la 14e division blindée (14th Armored Division) récemment activée, commandée par le major général Vernon Prichard, à Camp Chaffee, dans l'Arkansas. Il y est nommé commandant du Divisional Combat Command A, une unité combinée de la taille d'une brigade, composée de chars, d'infanterie blindée, de bataillons d'artillerie de campagne blindée et d'unités du génie,,.
Il dirige son commandement de combat pendant une période d'entraînement intensif, puis pendant les manœuvres du Tennessee, de novembre 1943 à janvier 1944. En septembre 1944, Smith succède au major général Prichard, envoyé commander la 1re division blindée (1st Armored Division) sur le front italien, à la tête de la division et embarque pour le théâtre européen (European Theater of Operations - ETO) à la mi-octobre 1944. La 14e division blindée débarque à Marseille, dans le sud de la France, le 29 octobre et, dans les deux semaines qui suivent, certains de ses éléments sont affectés aux positions défensives le long de la frontière franco-italienne.
À la mi-novembre 1944, la division prend part à la traversée des Vosges et participe aux violents combats de Gertwiller, Benfeld et Barr. Smith et sa division prennent ensuite part à l'opération Nordwind, grande offensive allemande en Rhénanie-Palatinat, en Alsace et en Lorraine. Entre le 1er et le 8 janvier, les principaux combats se déroulent dans les Vosges et deux commandements de combat de la division luttent presque continuellement contre les poussées allemandes. Après l'échec de son attaque dans les Vosges, l'ennemi tenta de percer jusqu'à Haguenau et de menacer Strasbourg et la trouée de Saverne en attaquant Hatten et Rittershoffen, deux petits villages situés côte à côte dans la plaine d'Alsace. Cependant, cette attaque, la plus puissante de l'opération Nordwind, est stoppée par la 14e division blindée lors de la féroce bataille défensive de Hatten-Rittershoffen, qui se déroule du 9 au 21 janvier 1945.
En avançant au cœur de l'Allemagne, Smith et sa division libèrent l'Oflag XIII-B et le Stalag XIII-C, camps de prisonniers de guerre à Hammelburg, en Bavière, le 6 avril 1945, et un autre camp de prisonniers de guerre, le Stalag VII-A, près de Moosburg, le 29 avril. Les 2 et 3 mai, la 14e division blindée libère plusieurs sous-camps du camp de concentration de Dachau. En entrant dans les villes de Mühldorf et Ampfing, les unités de la division découvrent trois grands camps de travail forcé contenant des milliers de civils polonais et soviétiques. Les unités libèrent également deux autres camps situés à proximité et contenant des prisonniers juifs.
Smith est responsable de la libération de quelque 200 000 prisonniers de guerre alliés des camps de prisonniers allemands. Parmi les prisonniers libérés se trouvaient environ 20 000 soldats, marins et aviateurs américains, ainsi qu'environ 40 000 soldats britanniques et du Commonwealth.
Pour son service pendant la Seconde Guerre mondiale, Smith a été décoré de l'Army Distinguished Service Medal, de la Silver Star, de la lBronze Star Medal et de la Army Commendation Medal. Il a également été décoré de la Légion d'honneur et de la Croix de guerre avec palme par le gouvernement français,.

### Service d'après-guerre

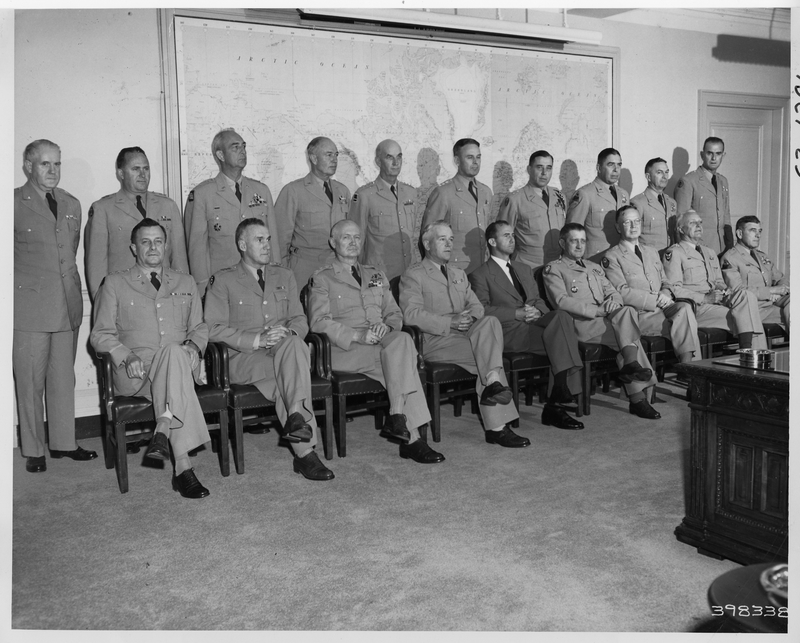
Les commandants de l'Armée aux États-Unis et certains commandants outre-mer rencontrent le secrétaire de l'armée Frank Pace et le général J. Lawton Collins, chef d'état-major de l'armée, au Pentagone lors de séances de routine, le 5 juin 1952. Le major général Albert C. Smith est debout, troisième à partir de la droite, entre le major général Leland Hobbs (à gauche) et le major général William A. Beiderlinden (à droite).

Après la guerre, la 14e division blindée a été stationnée en Allemagne, où elle a participé à l'occupation jusqu'au début du mois d'août 1945, date à laquelle elle a été renvoyée aux États-Unis pour y être désactivée. La 14e division blindée est désactivée au Camp Patrick Henry, en Virginie, le 16 septembre 1945, et Smith est affecté à Fort Jackson, en Caroline du Sud, où il prend le commandement de la 30e division d'infanterie (30th Infantry Division),.
Smith supervise la démobilisation des troupes jusqu'en décembre 1945, date à laquelle la 30e division est désactivée et où il retrouve son grade de colonel du temps de paix et est envoyé à Washington, D.C., en tant que président du Conseil de sélection des officiers de l'armée régulière du ministère de la Guerre. Peu après, il est à nouveau promu brigadier general (général de brigade) et envoyé aux Philippines, où il occupe le poste de commandant adjoint de la 86e division d'infanterie (86th Infantry Division),.
À ce titre, Smith est l'adjoint du major général (général de division) Harry Hazlett et participe au rapatriement des prisonniers de guerre japonais sur l'île de Leyte jusqu'en février 1947. Il est ensuite envoyé au Japon et rejoint le quartier général de la 24e division d'infanterie (24th Infantry Division) sous les ordres du major général James A. Lester en tant que commandant adjoint de la division. La division est stationnée à Kyūshū et assure le maintien de l'ordre pendant les missions d'occupation.
Smith est à nouveau promu major général (général de division) le 24 janvier 1948 et succède au général Lester en tant que commandant de division. Il quitte la division à la fin du mois d'avril 1949 et retourne aux États-Unis pour occuper le poste de commandant général de la 2e division blindée (2nd Armored Division) à Fort Hood, au Texas. Après le déclenchement de la guerre de Corée, la division de Smith est chargée de former des unités de remplacement pour le combat,,.
Il est envoyé à Fort Sam Houston, au Texas, en novembre 1950 et assume les fonctions de commandant adjoint de la 5e armée (Fifth United States Army) sous les ordres du lieutenant-général Stephen J. Chamberlin. À la retraite du général Chamberlin en décembre 1951, Smith prend ses fonctions et sert en tant que général par intérim de la 5e armée jusqu'en juillet 1952, date à laquelle le nouveau général commandant, William B. Kean, le relève,.
Smith reprend alors ses fonctions de commandant adjoint jusqu'en février 1953, date à laquelle il est envoyé à Washington, D.C., en tant que chef du Bureau de l'histoire militaire (United States Army Center of Military History). Il prend sa retraite le 30 septembre 1955, après 38 ans de service actif,,.

### Décès
Après sa retraite, Smith s'installe à Washington, D.C., et meurt d'une insuffisance rénale au Walter Reed Army Medical Center le 24 janvier 1974, à l'âge de 79 ans. Il est enterré avec tous les honneurs militaires au cimetière national d'Arlington, en Virginie. Sa femme, Mary Gorman Smith (1897-1987), est enterrée à ses côtés. Ils ont eu deux fils : Albert Jr. et Robert (colonel, USMA 1944),.

## Décorations
Voici la barrette de rubans du majour-général Smith:
|  |  |                                         |  |
|  |  | Bronze star · Bronze star               |  |
|  |  | Bronze star · Bronze star · Bronze star |  |
|  |  |                                         |  |

| 1er rang | Army Distinguished Service Medal | Army Distinguished Service Medal | Army Distinguished Service Medal | Army Distinguished Service Medal | Army Distinguished Service Medal | Army Distinguished Service Medal | Army Distinguished Service Medal | Army Distinguished Service Medal | Army Distinguished Service Medal                                    | Silver Star                                                         | Silver Star                                                         | Silver Star                                                         | Silver Star                                   | Silver Star                                   | Silver Star                                   | Silver Star                                   |
| 2e rang  | Bronze Star Medal                | Bronze Star Medal                | Bronze Star Medal                | Bronze Star Medal                | Army Commendation Medal          | Army Commendation Medal          | Army Commendation Medal          | Army Commendation Medal          | World War I Victory Medal avec 2 Battle Clasps                      | World War I Victory Medal avec 2 Battle Clasps                      | World War I Victory Medal avec 2 Battle Clasps                      | World War I Victory Medal avec 2 Battle Clasps                      | Army of Occupation of Germany Medal           | Army of Occupation of Germany Medal           | Army of Occupation of Germany Medal           | Army of Occupation of Germany Medal           |
| 3e rang  | American Defense Service Medal   | American Defense Service Medal   | American Defense Service Medal   | American Defense Service Medal   | American Campaign Medal          | American Campaign Medal          | American Campaign Medal          | American Campaign Medal          | European-African-Middle Eastern Campaign Medal avec 3 service stars | European-African-Middle Eastern Campaign Medal avec 3 service stars | European-African-Middle Eastern Campaign Medal avec 3 service stars | European-African-Middle Eastern Campaign Medal avec 3 service stars | World War II Victory Medal                    | World War II Victory Medal                    | World War II Victory Medal                    | World War II Victory Medal                    |
| 4e rang  | Army of Occupation Medal         | Army of Occupation Medal         | Army of Occupation Medal         | Army of Occupation Medal         | National Defense Service Medal   | National Defense Service Medal   | National Defense Service Medal   | National Defense Service Medal   | Commandeur de la Légion d'honneur (France)                          | Commandeur de la Légion d'honneur (France)                          | Commandeur de la Légion d'honneur (France)                          | Commandeur de la Légion d'honneur (France)                          | Croix de guerre 1939-1945 avec palme (France) | Croix de guerre 1939-1945 avec palme (France) | Croix de guerre 1939-1945 avec palme (France) | Croix de guerre 1939-1945 avec palme (France) |

## Source
- (en) Cet article est partiellement ou en totalité issu de l’article de Wikipédia en anglais intitulé « Albert C. Smith (United States Army officer) » (voir la liste des auteurs).